# Горења Каномља
Горења Каномља (словен. Gorenja Kanomlja, итал. Canonla Alta) је насељено место у општини Идрија, Горишка регија, Словенија.

## Историја
До територијалне реорганизације у Словенији била је у саставу старе општине Идрија.

## Становништво
У попису становништва из 2011. године, Горења Каномља је имала 137 становника.
| Број становника према пописима | Број становника према пописима | Број становника према пописима |
| ------------------------------ | ------------------------------ | ------------------------------ |
| 1991                           | 2002                           | 2011                           |
| 154                            | 143                            | 137                            |

Напомена: Године 2006. умањено за део насеља који је припојен насељу Војско.